# فهرست محدوده‌های شهری بر پایه تراکم جمعیت
محدوده شهری (انگلیسی: city proper) که براساس مرزهای قانونی یا سیاسی تعریف شده، یک وضعیت به رسمیت شناخته‌شده شهری است که توسط نوعی دولت محلی اداره می‌شود. محدوده شهری در بعضی موارد ممکن است دارای حومه و بخش نباشد، حال آنکه در محدوده‌های دیگر دارای مرزهای شهری یا حتی مناطق روستایی است.
محدوده شهری متشکل شده است از یک هستهٔ پرجمعیت شهری با درجهٔ اشتغال بالا به همراه حومهٔ آن که از لحاظ اجتماعی و اقتصادی توسط رفت‌وآمد با هستهٔ مرکزی شهری در ارتباط است.
به یک منطقه شهری به همراه مناطق تحت نفوذ آن شامل مناطق مسکونی و غیر مسکونی «منطقه کلان‌شهری» می‌گویند. معمولاً یک منطقه شهری از یک محدوده شهری بزرگتر است. برای مثال، جمعیت شهر تهران به این ترتیب است: محدوده شهر تهران: ۱۱٬۰۰۰٬۰۰۰ نفر و منطقه شهری تهران: ۱۴٬۶۰۰٬۰۰۰ نفر.
اما در مواردی به دلیل بسیار بزرگ بودن محدوده اداری یک شهر، این قاعده در مورد آن صدق نمی‌کند. برای مثال، جمعیت شهر چونگ‌کینگ چین به این شرح است: محدوده شهر: ۱۶٬۴۴۰٬۰۰۰ نفر و منطقه شهری: ۷٬۷۰۰٬۰۰۰ نفر.

## تفاوت‌های مفهومی
محدوده شهری و منطقه شهری دو مفهوم متفاوت هستند:
- محدوده شهری: شامل مرزهای قانونی و اداری یک شهر است.
- منطقه شهری: شامل محدوده شهری به همراه مناطق حومه‌ای و مناطق تحت نفوذ اقتصادی و اجتماعی آن است.

## فهرست
جدول زیر، فهرستی از محدوده‌های شهری پرجمعیت جهان به‌ترتیب جمعیت است. (تنها جمعیت شهری در نظر گرفته شده است)
| رتبه | شهر                  | تصویر | جمعیت      | مساحت (km²) | تراکم جمعیت (/km²) | کشور                  | قاره          |
| ---- | -------------------- | ----- | ---------- | ----------- | ------------------ | --------------------- | ------------- |
| ۱    | شانگهای              |       | ۲۰٬۸۵۰٬۰۰۰ | ۶٬۳۴۰       | ۳٬۲۸۸              | چین                   | آسیا          |
| ۲    | پکن                  |       | ۱۸٬۵۷۴٬۰۰۰ | ۱۶٬۸۰۸      | ۱٬۱۰۵              | چین                   | آسیا          |
| ۳    | تهران                |       | ۱۹٬۳۹۸٬۰۰۰ | ۷۳۰         | ۲۶٬۵۷۳             | ایران                 | آسیا          |
| ۳    | چونگ کینگ            |       | ۸٬۵۱۸٬۰۰۰  | ۸۲٬۴۰۳      | ۲۰۰                | چین                   | آسیا          |
| ۴    | کراچی                |       | ۱۶٬۱۵۸٬۰۰۰ | ۱٬۰۳۶       | ۱۵٬۵۹۷             | پاکستان               | آسیا          |
| ۵    | استانبول             |       | ۱۴٬۹۸۱٬۰۰۰ | ۱٬۲۱۰       | ۱۲٬۳۸۱             | ترکیه                 | اروپا و آسیا  |
| ۶    | لاگوس                |       | ۱۴٬۳۵۵٬۰۰۰ | ۳٬۳۴۵       | ۴٬۲۹۱              | نیجریه                | آفریقا        |
| ۷    | کینشاسا              |       | ۱۴٬۰۶۵٬۰۰۰ | ۱٬۸۲۰       | ۷٬۷۲۸              | جمهوری دموکراتیک کنگو | آفریقا        |
| ۸    | توکیو                |       | ۳۸٬۰۰۰٬۰۰۰ | ۲٬۱۹۱       | ۶٬۳۱۸              | ژاپن                  | آسیا          |
| ۹    | شنژن                 |       | ۱۳٬۰۲۷٬۰۰۰ | ۱٬۹۹۲       | ۶٬۲۷۳              | چین                   | آسیا          |
| ۱۰   | گوانگژو              |       | ۱۲٬۸۷۴٬۰۰۰ | ۷٬۴۳۴       | ۱٬۶۸۰              | چین                   | آسیا          |
| ۱۱   | بمبئی                |       | ۱۲٬۸۸۷٬۰۰۰ | ۶۰۳         | ۲۱٬۳۷۱             | هند                   | آسیا          |
| ۱۲   | لاهور                |       | ۱۲٬۶۶۷٬۰۰۰ | ۸۹۶         | ۱۴٬۱۳۷             | پاکستان               | آسیا          |
| ۱۳   | مسکو                 |       | ۱۲٬۵۸۸٬۰۰۰ | ۱٬۲۵۰       | ۱۰٬۰۷۰             | روسیه                 | اروپا         |
| ۱۴   | تیانجین              |       | ۱۲٬۳۶۲٬۰۰۰ | ۱۱٬۶۱۰      | ۱٬۰۶۵              | چین                   | آسیا          |
| ۱۵   | سائوپائولو           |       | ۱۲٬۲۵۸٬۰۰۰ | ۱٬۵۲۳       | ۸٬۰۴۹              | برزیل                 | آمریکای جنوبی |
| ۱۶   | دهلی                 |       | ۱۲٬۲۲۱٬۰۰۰ | ۵۶۱         | ۲۱٬۷۸۴             | هند                   | آسیا          |
| ۱۷   | بنگلور               |       | ۱۱٬۲۴۷٬۰۰۰ | ۶۶۵٫۵۲      | ۱۶٬۸۹۰             | هند                   | آسیا          |
| ۱۸   | جاکارتا              |       | ۱۰٬۶۰۷٬۰۰۰ | ۶۶۴         | ۱۵٬۹۷۴             | اندونزی               | آسیا          |
| ۱۹   | لیما                 |       | ۱۰٬۶۴۹٬۰۰۰ | ۸۹۴         | ۱۱٬۹۱۲             | پرو                   | آمریکای جنوبی |
| ۲۰   | سئول                 |       | ۱۰٬۰۵۰٬۰۰۰ | ۶۰۵٫۲۵      | ۱۶٬۶۰۵             | کره جنوبی             | آسیا          |
| ۲۱   | قاهره                |       | ۹٬۵۹۰٬۰۰۰  | ۶۰۶         | ۱۵٬۸۲۵             | مصر                   | آفریقا        |
| ۲۲   | چنگدو                |       | ۹٬۳۶۲٬۰۰۰  | ۷٬۰۶۴       | ۱٬۳۲۵              | چین                   | آسیا          |
| ۲۳   | لندن                 |       | ۹٬۱۹۹٬۰۰۰  | ۱٬۲۹۵       | ۷٬۱۰۳              | بریتانیا              | اروپا         |
| ۲۵   | مکزیکوسیتی           |       | ۸٬۹۱۹٬۰۰۰  | ۱٬۴۸۵       | ۶٬۰۰۶              | مکزیک                 | آمریکای شمالی |
| ۲۶   | داکا                 |       | ۸٬۸۴۰٬۰۰۰  | ۱۲۶         | ۷۰٬۱۵۹             | بنگلادش               | آسیا          |
| ۲۷   | حیدرآباد (هند)       |       | ۸٬۷۹۶٬۰۰۰  | ۹۷۷         | ۹٬۰۰۳              | هند                   | آسیا          |
| ۲۸   | ووهان                |       | ۸٬۷۱۸٬۰۰۰  | ۸٬۴۹۴       | ۱٬۰۲۶              | چین                   | آسیا          |
| ۲۹   | نیویورک              |       | ۸٬۳۹۹٬۰۰۰  | ۷۷۸         | ۱۰٬۷۹۶             | ایالات متحده آمریکا   | آمریکای شمالی |
| ۳۰   | هوشی‌مین (شهر)        |       | ۸٬۱۶۵٬۰۰۰  | ۳۹۲         | ۲۰٬۸۲۹             | ویتنام                | آسیا          |
| ۳۱   | ریاض                 |       | ۷٬۹۵۴٬۰۰۰  | ۱٬۲۷۸       | ۶٬۲۲۴              | عربستان سعودی         | آسیا          |
| ۳۲   | احمدآباد (هند)       |       | ۷٬۸۷۶٬۰۰۰  | ۴۶۹         | ۱۶٬۷۹۳             | هند                   | آسیا          |
| ۳۳   | هنگ کنگ              |       | ۷٬۵۶۵٬۰۰۰  | ۱٬۱۰۲٫۵۵    | ۶٬۸۶۱              | چین                   | آسیا          |
| ۳۴   | دونگ گوان            |       | ۷٬۴۹۷٬۰۰۰  | ۲٬۴۶۵       | ۳٬۰۴۱              | چین                   | آسیا          |
| ۳۵   | بوگوتا               |       | ۷٬۴۷۸٬۰۰۰  | ۳۸۰         | ۱۹٬۶۷۹             | کلمبیا                | آمریکای جنوبی |
| ۳۶   | فوشان                |       | ۷٬۲۷۱٬۰۰۰  | ۳٬۸۴۸       | ۱٬۸۹۰              | چین                   | آسیا          |
| ۳۷   | بغداد                |       | ۷٬۰۲۰٬۰۰۰  | ۶۵۰         | ۱۰٬۸۰۰             | عراق                  | آسیا          |
| ۳۸   | ریو دوژانیرو         |       | ۶٬۷۶۵٬۰۰۰  | ۱٬۲۰۰       | ۸٬۶۷۷              | برزیل                 | آمریکای جنوبی |
| ۳۹   | سورات                |       | ۶٬۴۱۷٬۰۰۰  | ۲۱۰٫۲۰      | ۲۷٬۹۱۶             | هند                   | آسیا          |
| ۴۰   | دارالسلام (تانزانیا) |       | ۶٬۱۱۰٬۰۰۰  | ۳۳۰٫۵۲      | ۱۵٬۹۰۵             | تانزانیا              | آفریقا        |
| ۴۱   | نانجینگ              |       | ۶٬۰۸۰٬۰۰۰  | ۸۸۶٫۸۱      | ۸٬۱۸۷              | چین                   | آسیا          |
| ۴۲   | هانگژو               |       | ۵٬۹۸۸٬۰۰۰  | ۸۵۰٫۸۳      | ۸٬۲۶۸              | چین                   | آسیا          |
| ۴۳   | شنیانگ               |       | ۵٬۸۸۹٬۰۰۰  | ۶۴۹٫۲۲      | ۱۰٬۰۴۱             | چین                   | آسیا          |
| ۴۴   | بانکوک               |       | ۵٬۶۸۲٬۰۰۰  | ۷۶۴٫۷۳      | ۷٬۵۶۱              | تایلند                | آسیا          |
| ۴۵   | سنگاپور              |       | ۵٬۶۳۹٬۰۰۰  | ۶۰۲٫۷۵      | ۹٬۳۰۲              | سنگاپور               | آسیا          |
| ۴۶   | شی‌آن                 |       | ۵٬۵۰۰٬۰۰۰  | ۷۶۵٫۰۸      | ۸٬۱۳۰              | چین                   | آسیا          |
| ۴۷   | سن پترزبورگ          |       | ۵٬۳۵۲٬۰۰۰  | ۴۶۳٫۱۱      | ۱۱٬۰۸۲             | روسیه                 | اروپا         |
| ۴۸   | سانتیاگو             |       | ۵٬۲۲۰٬۰۰۰  | ۵۹۵٫۴۹      | ۹٬۳۳۹              | شیلی                  | آمریکای جنوبی |
| ۴۹   | ژوهانسبورگ           |       | ۵٬۲۰۲٬۰۰۰  | ۴۳۲٫۸۴      | ۱۱٬۴۳۴             | آفریقای جنوبی         | آفریقا        |
| ۵۰   | رانگون               |       | ۵٬۱۳۰٬۰۰۰  | ۳۴۳٫۶۶      | ۱۳٬۷۶۱             | میانمار               | آسیا          |
| ۵۱   | اسکندریه             |       | ۵٬۱۰۶٬۰۰۰  | ۱۳۵٫۴۱      | ۲۹٬۷۴۷             | مصر                   | آفریقا        |
| ۵۲   | آبیجان               |       | ۴٬۹۰۷٬۰۰۰  | ۳۴۱٫۵۶      | ۱۳٬۵۹۶             | ساحل عاج              | آفریقا        |
| ۵۳   | چنای                 |       | ۴٬۹۰۶٬۰۰۰  | ۱۷۵٫۰۰      | ۲۷٬۴۶۹             | هند                   | آسیا          |
| ۵۴   | آنکارا               |       | ۴٬۸۷۶٬۰۰۰  | ۳۵۱٫۲۴      | ۱۳٬۰۶۲             | ترکیه                 | آسیا          |
| ۵۵   | هاربین               |       | ۴٬۸۲۹٬۰۰۰  | ۶۱۴٫۳۱      | ۸٬۶۲۶              | چین                   | آسیا          |
| ۵۶   | جده                  |       | ۴٬۷۴۵٬۰۰۰  | ۴۵۴٫۰۴      | ۹٬۳۸۰              | عربستان سعودی         | آسیا          |
| ۵۷   | سیدنی                |       | ۴٬۴۹۷٬۰۰۰  | ۶۳۷٫۹۸      | ۶٬۹۷۰              | استرالیا              | اقیانوسیه     |
| ۵۸   | کلکته                |       | ۴٬۴۸۷٬۰۰۰  | ۱۸۵٫۰۰      | ۲۴٬۲۵۴             | هند                   | آسیا          |
| ۵۹   | نایروبی              |       | ۴٬۴۱۰٬۰۰۰  | ۲۰۲٫۸۰      | ۲۰٬۲۱۲             | کنیا                  | آفریقا        |
| ۶۰   | ملبورن               |       | ۴٬۳۹۳٬۰۰۰  | ۶۰۹٫۸۱      | ۷٬۰۸۹              | استرالیا              | اقیانوسیه     |
| ۶۱   | جیزه                 |       | ۴٬۳۹۱٬۰۰۰  | ۱۹۷٫۵۹      | ۱۵٬۲۹۴             | مصر                   | آفریقا        |
| ۶۲   | ژنگژو                |       | ۴٬۲۹۵٬۰۰۰  | ۸۵۲٫۷۷      | ۵٬۴۳۴              | چین                   | آسیا          |
| ۶۳   | کینگدائو             |       | ۴٬۲۸۴٬۰۰۰  | ۱۰۲۴٫۱۵     | ۴٬۶۵۱              | چین                   | آسیا          |
| ۶۴   | کابل                 |       | ۴٬۲۷۳٬۰۰۰  | ۲۲۴٫۹۲      | ۱۶٬۹۷۰             | افغانستان             | آسیا          |
| ۶۵   | سوژو                 |       | ۴٬۱۸۰٬۰۰۰  | ۹۹۵٫۲۴      | ۶٬۰۱۲              | چین                   | آسیا          |
| ۶۶   | دالیان               |       | ۴٬۱۲۹٬۰۰۰  | ۵۱۴٫۹۲      | ۹٬۱۰۶              | چین                   | آسیا          |
| ۶۷   | کیپ‌تاون              |       | ۴٬۰۰۵٬۰۰۰  | ۷۸۳٫۷۰      | ۵٬۱۱۰              | آفریقای جنوبی         | آفریقا        |
| ۶۸   | لس‌آنجلس              |       | ۳٬۹۹۰٬۰۰۰  | ۱۲۱۴٫۰۴     | ۳٬۲۷۵              | ایالات متحده آمریکا   | آمریکای شمالی |
| ۶۹   | نیوتایپی             |       | ۳٬۹۷۱٬۰۰۰  | ۱۸۱٫۴۱      | ۲۱٬۸۹۰             | تایوان                | آسیا          |
| ۷۰   | شانتو                |       | ۳٬۹۶۶٬۰۰۰  | ۶۲۶٫۵۹      | ۶٬۴۴۶              | چین                   | آسیا          |
| ۷۱   | جینان (شاندونگ)      |       | ۳٬۸۱۱٬۰۰۰  | ۷۹۱٫۴۷      | ۵٬۱۲۷              | چین                   | آسیا          |
| ۷۲   | جی‌پور                |       | ۳٬۷۸۴٬۰۰۰  | ۲۷۱٫۵۹      | ۱۲٬۸۴۷             | هند                   | آسیا          |
| ۷۳   | یوکوهاما             |       | ۳٬۷۴۰٬۰۰۰  | ۴۳۷٫۳۸      | ۸٬۵۳۵              | ژاپن                  | آسیا          |
| ۷۴   | چانگچون              |       | ۳٬۶۱۶٬۰۰۰  | ۷۴۰٫۲۵      | ۵٬۲۴۴              | چین                   | آسیا          |
| ۷۵   | پونه                 |       | ۳٬۶۱۴٬۰۰۰  | ۲۴۳٫۸۰      | ۱۴٬۲۱۷             | هند                   | آسیا          |
| ۷۶   | شیامن                |       | ۳٬۵۷۲٬۰۰۰  | ۸۴۸٫۵۹      | ۵٬۸۱۰              | چین                   | آسیا          |
| ۷۷   | چانگشا               |       | ۳٬۵۵۲٬۰۰۰  | ۵۸۲٫۱۸      | ۶٬۷۹۷              | چین                   | آسیا          |
| ۷۸   | برلین                |       | ۳٬۵۲۰٬۰۰۰  | ۶۱۸٫۶۷      | ۵٬۶۹۰              | آلمان                 | اروپا         |
| ۷۹   | کازابلانکا           |       | ۳٬۵۰۱٬۰۰۰  | ۱۹۵٫۶۷      | ۲۱٬۲۰۹             | مراکش                 | آفریقا        |
| ۸۰   | آدیس آبابا           |       | ۳٬۴۹۶٬۰۰۰  | ۳۵۵٫۷۲      | ۹٬۴۰۶              | اتیوپی                | آفریقا        |
| ۸۱   | بوسان                |       | ۳٬۴۸۷٬۰۰۰  | ۳۴۷٫۴۹      | ۱۰٬۳۳۱             | کره جنوبی             | آسیا          |
| ۸۲   | کونمینگ              |       | ۳٬۴۷۵٬۰۰۰  | ۶۱۰٫۵۶      | ۶٬۱۹۱              | چین                   | آسیا          |
| ۸۳   | فیصل آباد            |       | ۳٬۴۷۰٬۰۰۰  | ۲۹۷٫۳۸      | ۱۰٬۷۷۴             | پاکستان               | آسیا          |
| ۸۴   | هانوی                |       | ۳٬۴۰۵٬۰۰۰  | ۱۶۱٫۷۱      | ۱۹٬۲۱۳             | ویتنام                | آسیا          |
| ۸۵   | اکورهولنی            |       | ۳٬۳۷۹٬۰۰۰  | ۶۳۵٫۶۷      | ۵٬۳۱۶              | آفریقای جنوبی         | آفریقا        |
| ۸۶   | لکنو                 |       | ۳٬۳۶۵٬۰۰۰  | ۳۴۹٫۰۰      | ۹٬۱۶۳              | هند                   | آسیا          |
| ۸۷   | اورومچی              |       | ۳٬۳۴۵٬۰۰۰  | ۴۸۳٫۱۵      | ۷٬۷۱۲              | چین                   | آسیا          |
| ۸۸   | شیجیاژوانگ           |       | ۳٬۳۴۳٬۰۰۰  | ۷۸۰٫۵۸      | ۴٬۴۰۱              | چین                   | آسیا          |
| ۸۹   | یائونده              |       | ۳٬۳۴۲٬۰۰۰  | ۳۴۶٫۷۹      | ۹٬۶۳۷              | کامرون                | آفریقا        |
| ۹۰   | هفی                  |       | ۳٬۳۲۴٬۰۰۰  | ۴۸۲٫۵۸      | ۹٬۷۳۵              | چین                   | آسیا          |
| ۹۱   | تای یوآن             |       | ۳٬۲۹۳٬۰۰۰  | ۴۴۹٫۳۰      | ۷٬۹۹۹              | چین                   | آسیا          |
| ۹۲   | پرتوریا              |       | ۳٬۲۷۵٬۰۰۰  | ۳۵۰٫۸۸      | ۹٬۳۳۴              | آفریقای جنوبی         | آفریقا        |
| ۹۳   | دوالا                |       | ۳٬۲۴۷٬۰۰۰  | ۲۰۷٫۰۴      | ۱۵٬۲۸۲             | کامرون                | آفریقا        |
| ۹۴   | مادرید               |       | ۳٬۲۲۳٬۰۰۰  | ۳۸۹٫۹۷      | ۸٬۲۹۸              | اسپانیا               | اروپا         |
| ۹۵   | مشهد                 |       | ۴٬۱۹۶٬۰۰۰  | ۲۹۸         | ۱۴٬۱۹۳             | ایران                 | آسیا          |
| ۹۶   | بوئنوس آیرس          |       | ۳٬۰۶۸٬۰۰۰  | ۲۰۳٫۰۰      | ۱۵٬۰۳۰             | آرژانتین              | آمریکای جنوبی |
| ۹۷   | فوژو                 |       | ۳٬۰۶۰٬۰۰۰  | ۵۹۶٫۰۲      | ۵٬۷۷۰              | چین                   | آسیا          |
| ۹۸   | اینچئون              |       | ۳٬۰۲۳٬۰۰۰  | ۳۲۸٫۵۵      | ۹٬۳۵۶              | کره جنوبی             | آسیا          |
| ۹۹   | دوربان               |       | ۳٬۰۱۶٬۰۰۰  | ۵۹۶٫۶۹      | ۶٬۱۳۷              | آفریقای جنوبی         | آفریقا        |
| ۱۰۰  | پیونگ‌یانگ            |       | ۲٬۸۹۹٬۰۰۰  | ۲۴۶٫۵۳      | ۱۳٬۲۰۳             | کره شمالی             | آسیا          |
| ۱۰۱  | ژونگشان              |       | ۲٬۸۸۶٬۰۰۰  | ۶۱۵٫۰۸      | ۶٬۵۷۳              | چین                   | آسیا          |
| ۱۰۲  | نانینگ               |       | ۲٬۸۷۲٬۰۰۰  | ۴۳۹٫۹۲      | ۸٬۰۰۸              | چین                   | آسیا          |
| ۱۰۳  | ووشی                 |       | ۲٬۸۴۵٬۰۰۰  | ۷۶۳٫۷۸      | ۴٬۵۵۶              | چین                   | آسیا          |
| ۱۰۴  | نانچانگ              |       | ۲٬۸۳۷٬۰۰۰  | ۶۲۸٫۵۴      | ۴٬۸۲۵              | چین                   | آسیا          |
| ۱۰۵  | ونژو                 |       | ۲٬۷۰۶٬۰۰۰  | ۴۶۲٫۶۸      | ۷٬۹۷۵              | چین                   | آسیا          |
| ۱۰۶  | نینگبو               |       | ۲٬۷۰۳٬۰۰۰  | ۸۶۴٫۸۰      | ۳٬۸۴۳              | چین                   | آسیا          |
| ۱۰۷  | لوآندا               |       | ۲٬۵۵۱٬۰۰۰  | ۱۱۶٫۰۰      | ۲۷٬۵۲۶             | آنگولا                | آفریقا        |